# Andréa Mutti
Andréa Mutti (Brescia, 5 maart 1973) is een Italiaans striptekenaar en illustrator.
Nadat hij zijn studie geometrie had afgerond, volgde hij een cursus striptekenen aan stripschool van Ruben Sosa in Brescia.

### Cel financiën
- Corruptie
- Inside information

### Giuliano Nero
- Het vijfde slachtoffer
- Archangelsk

### S.A.S
- Het duivelspact
- Missie: Cuba
- Polonium 210

- Biblioteca Nacional de España: XX1109339
- Bibliothèque nationale de France: cb145234851 (data)
- Gemeinsame Normdatei: 1027691714
- International Standard Name Identifier: 0000 0001 2098 229X
- Library of Congress Control Number: no2010075817
- Nationale Bibliotheek van Tsjechië: xx0169506
- Nationale Bibliotheek van Israël: 987008121767905171
- Nederlandse Thesaurus van Auteursnamen: 296736198
- Système universitaire de documentation: 081259433
- Virtual International Authority File: 245655
- WorldCat: E39PBJcGh4pKVwvh8mgMtw8Bfq